# Blepharita magnirena
Blepharita magnirena är en fjärilsart som beskrevs av Charles Boursin 1943. Blepharita magnirena ingår i släktet Blepharita och familjen nattflyn. Inga underarter finns listade i Catalogue of Life.